# Les Cités englouties
Les Cités englouties (titre original : The Drowned Cities) est un roman de science-fiction de l'écrivain américain Paolo Bacigalupi publié en 2012 puis traduit en français en 2013.

## Résumé
Tool, un être hybride créé à partir de gènes d'homme, de chien, de tigre et de hyène, est prisonnier d'une faction militaire. Il parvient à s'évader, au prix de très nombreuses et graves blessures. Au cours de sa fuite, il rencontre Mahlia, une jeune femme mutilée par des soldats et Mouse, un jeune garçon qui l'a secourue le jour de sa mutilation et lui a évité une mort certaine. Tool capture Mouse pour obliger Mahlia à partir à la recherche de médicaments puis à revenir les lui administrer. Il se prend d'amitié pour Mouse puis pour Mahlia et entreprend de les aider à tenter de fuir le terrain d'affrontements militaires dans lequel ils se trouvent. Mais Mouse les quitte et se fait capturer puis enrôler par le FUP, le front uni patriotique, un groupe armé luttant contre deux autres groupes, l'Armée de Dieu et les Milices de la liberté. Mahlia décide de partir essayer de le sauver et Tool accepte de l'accompagner.

## Éditions
- The Drowned Cities, Little, Brown and Company, 1er mai 2012, 437 p.  (ISBN 978-0316056243)
- Les Cités englouties, Au diable vauvert, 8 novembre 2013, trad. Sara Doke, 432 p.  (ISBN 978-2-84626-773-1)
- Les Cités englouties, J'ai lu, coll. « Science-fiction » no 11049, 8 avril 2015, trad. Sara Doke, 312 p.  (ISBN 978-2-290-08577-6)
- Les Cités englouties, in volume Trilogie des Cités englouties, Au diable vauvert, 5 mai 2022, trad. Sara Doke, 944 p.  (ISBN 979-10-307-0527-0)